# 너는 달 나는 해
"너는 달 나는 해"는 1977년에 개봉한 대한민국의 영화이다.

## 캐스팅
- 이덕화 : 승일 역
- 유지인 : 현아 역
- 김성원
- 반효정
- 김기종
- 최무웅
- 김민규
- 박병기
- 주일몽
- 김승남
- 나정옥
- 성명순
- 김원근